# Jabłonkowo
Jabłonkowo – niewielka osada w Polsce położona w województwie zachodniopomorskim, w powiecie wałeckim, w gminie Mirosławiec.
W latach 1975–1998 miejscowość administracyjnie należała do województwa pilskiego.